# Demian Balasko
Demian Balasko (nacido el 4 de febrero de 1997 en Croacia), es un jugador de baloncesto croata que pertenece a la plantilla del CB Clavijo de la Liga LEB Plata. Con una altura oficial de 2,02 metros, juega en la posición de ala-pívot.

## Trayectoria
En 2019, forma parte de la plantilla del KK Zabok de la A1 Liga, en el que permanece durante dos temporadas.
En la temporada 2021-22, firma por el CB Reino de León de Liga EBA, en el que disputado 15 partidos y logra un total de 273 puntos (18,2 ppp) siendo el tercero en el ranking de máximo anotador del grupo A-B. 
El 4 de enero de 2022, firma por el CB Clavijo de la Liga LEB Plata.
En la temporada 2022-23, vuelve a pertenecer a las filas del conjunto riojano, con el que disputaría la semifinal de la eliminatoria de ascenso a Liga LEB Oro.